# Agostino Pallavicini
Agostino Pallavicini a été le 103e doge de Gênes du 13 juillet 1637 au 13 juillet 1639.